# Juan Martínez de Gradilla

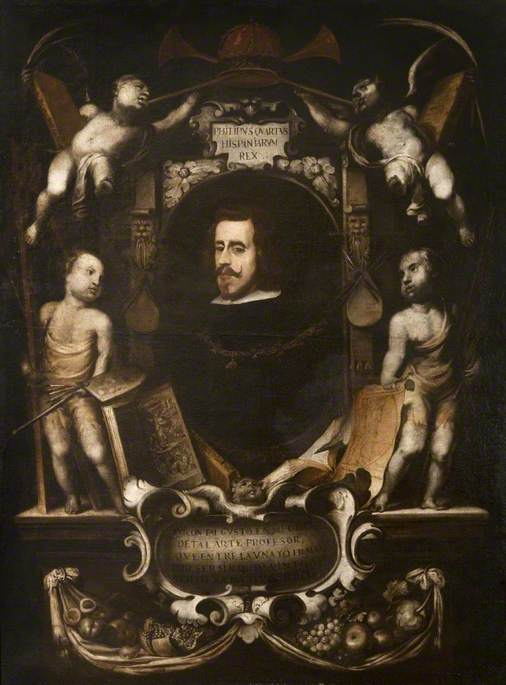
Felipe IV, óleo sobre lienzo, 178,1 x 131,4 cm, Glasgow, Pollok House.

Juan Martínez de Gradilla (Córdoba, 1635-en o después de 1692) fue un pintor barroco español activo en Sevilla y, según Ceán Bermúdez, discípulo de Zurbarán además de ser uno de los fundadores en 1660 de la academia de dibujo organizada por los pintores de Sevilla, con Murillo y Herrera el Mozo a la cabeza.

## Biografía y obra
Según Ceán Bermúdez, Martínez de Gradilla contribuyó a los gastos de la Academia desde su fundación y hasta 1673, además de ocupar en ella los cargos de mayordomo en 1663 y 1666, y de cónsul, equivalente al de vicepresidente, en 1668 y 1669. Acerca de su habilidad como pintor no se atrevía a pronunciarse, al no conocer de su mano otra cosa que los entonces muy maltratados frescos que se encontraban en el refectorio del convento de la Merced calzada, aunque la relevancia del encargo y las funciones desempeñadas en la academia le hacían suponer que fuese pintor acreditado.
Del mismo año 1660 es la primera obra de la que se tiene noticia: un San Lucas para la capilla del gremio de los pintores en la iglesia de San Andrés, de la que fue alcalde en 1671 por nombramiento del Concejo. En 1666 dio a la academia «un lienço pintado con el retrato de Felipe IIII y otros adornos en el dicho lienço y se adbierte que lo da para que siempre esté en la dicha academia mientras dicho lienço durase». El retrato en busto del rey, que había muerto un año antes, enmarcado en una orla con alegorías de la pintura, lo habría dado a la academia junto con cierta cantidad de carbón para los braseros del modelo vivo, según Ceán, para saldar una deuda. Adquirido por Stirling-Maxwell, se conserva actualmente en su residencia de Pollock House, en Glasgow.
Con Juan Andrés de Medina, mercader de pintura, se comprometió el 9 de marzo de 1675 a entregarle acabados doscientos cuadros, cien de ellos de dos varas de largo a razón de 36 reales cada uno y los cien restantes de vara y tercia de largo a 18 reales. Sus asuntos indican las preferencias de la clientela: dos series de «los de la Fama», la de mayor tamaño a caballo, cuarenta y ocho óleos de devociones diversas, un apostolado grande, veinticuatro óleos «de Cabañas diversas», doce bodegones grandes, doce de sibilas y otros tantos de santos penitentes además de cuatro de reyes a caballo, estos últimos en formato grande, y en formato pequeño doce paisajes, otros tantos calificados de «ridículos» y cuatro reyes a pie, todos los cuales debía entregar a mediados de mayo de ese año. El pintor debió de trabajar a entera satisfacción del cliente y la demanda de pintura, quizá con destino a América, debía de ser alta pues el 23 de abril, sin haber concluido el anterior encargo, firmó un nuevo contrato por otros cincuenta lienzos de asuntos semejantes , de lo que nada se conoce. En 1682 firmó el segundo de sus lienzos conservados, propiedad de la iglesia  parroquial de Alcalá del Río para la que fue pintado: la Eucaristía adorada por San Roque y San Sebastián, figuras de tamaño natural en un estilo cercano al de Valdés Leal. Pero junto a ello, de 1680 a 1692 se le documenta ocupado en un trabajo muy menor por cuenta de la Casa de Contratación de Sevilla: la pintura de escudos de armas y rótulos en los fardos de bulas enviados a Indias.